# Sistema cuántico abierto
En física, un sistema cuántico abierto es un sistema cuántico que se encuentra que está en interacción con un sistema cuántico externo, el ambiente. El sistema cuántico abierto se puede ver como parte distinguida de un más grande sistema cuántico cerrado, siendo el ambiente la otra parte.
Los sistemas cuánticos abiertos son un importante concepto en la óptica cuántica, medidas en la mecánica cuántica, mecánica estadística cuántica, cosmología cuántica y aproximaciones semiclásicas.
- Datos: Q2495111